# 靜村かずえ
靜村 かずえ（しずむら かずえ、1978年10月13日 - ）は、広島県広島市出身のローカルタレント。ブレーンサイト所属。

## 経歴
- 広島市出身。身長158cm、血液型はA型。
- 資格は普通自動車第一種運転免許、簿記検定2級、漢字能力検定2級。
- 趣味は旅行、神社仏閣、世界遺産巡り。

## テレビ

### 過去
- ひろしま満点ママ!!（テレビ新広島） 金曜『きらきらカフェ＆スイーツ』リポーター
- ひろしま満点ママ（テレビ新広島） 料理コーナーMC
- 満点ママnavi(テレビ新広島） リポーター
- ひろしま満点ママ2000回記念（テレビ新広島）
- 夜型人間ビーチバレー大会（テレビ新広島）
- ひろしま満点ママ!!（テレビ新広島） 週末なに色レンジャー MC
- Dr.キャンパ（広島ホームテレビ、リポーター）
- ふれあいチャンネル（中国ケーブルテレビ、リポーター）
- みよし夢通信（三次ケーブルテレビ）
- 大ちゃんの週刊Minsai!（HICAT(ケーブルテレビ)、不定期）
- 大ちゃんの釣りに行こう!（だいすけプロダクション制作、広島テレビ他で放送）
- イマなまっ!（2015年 - 2018年3月、RCCテレビ） 金曜コーナー「味確認!ご当地グルメ旅」リポーター
- 5up!サタデー(2019年2月9日、広島ホームテレビ）リポーター

## CM
- 広島ガス
- ゼクシィ
- JTB